# کیک‌بوکسور (مجموعه‌فیلم)
کیک بوکسر (به انگلیسی: Kickboxer) یک مجموعه فرنچایز چندرسانه‌ای در ژانر رزمی و فیلم اکشن که تاکنون هشت قسمت فیلم دارد.
قسمت اول حول شخصیتی به نام کورت اسلون می‌چرخد که توسط ژان کلود ون دام بازی شد که ژان کلود ون دام برای بازی در فیلم ضربه دوجانبه و دیگر فیلم‌های گران‌قیمت از ادامه حضور در این نقش فیلم‌های ارزان قیمت رزمی سر باز زد. به همین دلیل در سه قسمت بعدی حول شخصیت دیوید اسلون (با بازی ساشا میچل) برادر کوچک شخصیت کورت اسلون (با بازی ون دام) ساخته شد. در سال ۱۹۹۵ قسمت پنجم با عنوان کیک‌بوکسور ۵ (با بازی مارک داکاسیوس) به عنوان یک دوست از خانواده اسلون منتشر شد.
پس از وقفه طولانی در نهایت قسمت ششم با عنوان کیک‌بوکسور: انتقام در سال ۲۰۱۶ منتشر شد با بازی آلن موسی و ژان کلود ون دام در نقش مربی. هفتمین قسمت در سال ۲۰۱۸ با عنوان کیک‌بوکسور: تلافی منتشر شد که دنباله رسمی کیک بوکسور: تلافی با حضور بازیگران قبلی می‌باشد.

## فیلم‌ها
| فیلم                 | تاریخ انتشار ایالات متحده | کارگردان‌ها             | فیلم نامه نویس‌ها                | تهیه‌کنندگان                                   |
| -------------------- | ------------------------- | ---------------------- | ------------------------------- | --------------------------------------------- |
| کیک‌بوکسور            | ۸ سپتامبر ۱۹۸۹            | مارک دیسال و دیوید ورث | گلن آ. بروس                     | مارک دیسال                                    |
| کیک‌بوکسور ۲          | ۱۳ ژوئن ۱۹۹۱              | آلبرت پایون            | دیوید اس. گویر                  | تام کارنوفسکی                                 |
| کیک‌بوکسور ۳          | ۴ سپتامبر ۱۹۹۲            | ریک کینگ               | دنیس آ. پرات                    | مایکل دی پاریسر                               |
| کیک‌بوکسور ۴          | ۳ مارس ۱۹۹۴               | آلبرت پایون            | آلبرت پایون و دیوید یورکین      | جسیکا جی. بودین                               |
| کیک‌بوکسور ۵          | اوت ۱۹۹۵                  | کریستین پیترسون        | ریک فیلون                       | مایکل اس. مورفی                               |
| کیک‌بوکسور: انتقام    | ۲ سپتامبر ۲۰۱۶            | جان استاکول            | دیمیتری لوگوتتیس و جیم مک گرات  | نیکلاس سلوززی، تد فیلد مید و دیمیتری لوگوتتیس |
| کیک‌بوکسور: تلافی     | ۲۶ ژانویه ۲۰۱۸            | دیمیتری لوگوتتیس       | دیمیتری لوگوتتیس و جیمز مک گرات | دیمیتری لوگوتس و رابرت هیکمن                  |
| کیک‌بوکسور: آرماگادون | سال ۲۰۲۰                  | دیمیتری لوگوتتیس       | دیمیتری لوگوتتیس                | دیمیتری منطق                                  |